# Chlorethe
Chlorethe är ett släkte av skalbaggar. Chlorethe ingår i familjen långhorningar.
Kladogram enligt Catalogue of Life:
| Chlorethe | \| \| Chlorethe brachyptera \| \| \| \| \| \| Chlorethe ingae \| \| \| \| \| \| Chlorethe scabrosa \| \| \| \| |
|           | \| \| Chlorethe brachyptera \| \| \| \| \| \| Chlorethe ingae \| \| \| \| \| \| Chlorethe scabrosa \| \| \| \| |
|           | Chlorethe brachyptera                                                                                          |
|           | |
|           | Chlorethe ingae                                                                                                |
|           | |
|           | Chlorethe scabrosa                                                                                             |
|           | |